# Tripun Štukanović
Tripun Štukanović (u. 1719.), guvernadur, kapetan i pukovnik mletačkih oltramarinskih postrojbi, ratnik i pomorski poduzetnik. Otac barskog nadbiskupa Matije Jurja Štukanovića i brat peraškog načelnika, pomorca i trgovca Matije Štukanovića.
Opjevan je u više narodnih pjesama.
Rođen u uglednoj hrvatskoj pomoračkoj, trgovačkoj, ratničkoj obitelji iz Perasta Štukanovićima. Tripun (Tripo) Štukanović bio je trgovac, pomorac i ratnik. U Morejskom ratu istaknuo se kao časnik mletačke vojske. Posebno se istaknuo 1687. godine kad je sa svojom postrojbom oslobodio Herceg-Novi od osmanske vlasti. 1689. godine zapovijeda postrojbom koja ratuje na području Crmnice. Na ratištu je u Albaniji od 1690. do 1691. godine te na hercegovačkoj bojišnici protiv Osmanlija kod Trebinja. Oslobađanje Klobuka 1694. Štukanovićeva je zasluga. Nakon toga obnaša dužnost vojnog upravitelja odnosno guvernadura novooslobođenog područja. Na dužnost guvernadura imenovan je dukalom mletačkog generalnog providura Dalmacije Danielea Dolfija 1697. godine.
U desetljećima na prijelazu iz 17. u 18. stoljeće Tripun Štukanović važna je osoba gospodarskog i društvenog života u Perastu. Peraški je kapetan 1688. godine. Za ratnih je godina isposlovao od Osmanlija u Draču pravo za bokeljski pomorci i trgovci ondje neometano mogu doći i nabavljati žito.
Rođak obitelji Zmajevića. Zabilježen je u dokumentima koji su u svezi s djelovanjem te ugledne obitelji iz Perasta, a među ostalim imenovan je za izvršitelja oporuke barskog nadbiskupa Andrije Zmajevića.
Iz braka s Katarinom dobio je četvero djece. Tripunov sin Matija Juraj postao je barski nadbiskup. Drugi Tripunov sin Marko, postao je žrtvom diplomatskog incidenta. Na nagovor proturječnog Vicka Bujovića napao je tartanom osmansku pulaku kod Drača, zbog čega je uslijedio diplomatski spor Mletaka i Osmanlija te teškim sukob obitelji Štukanovića i Bujovića. Treći Tripunov sin Ivan bio je među glavnooptuženim za ubojstvo Vicka Bujovića 1709. godine. Četvrto Tripunovo dijete bila je kći Jelena.